# Урал (река)
Урал (рус. Урал) је река у Русији и Казахстану дуга је 2.428 km. Чини природну границу између Европе и Азије. 
Извире на источној страни Јужног Урала а улива се у Каспијско језеро. Површина слива обухвата 220.000 km². Тече кроз полупустињско подручје, где делимично губи воду. У горњем току почетком новембра почиње да се леди, а у средњем и доњем току крајем новембра. У пролеће плави велике површине.
Плован је до Уралска (517 km). Десне притоке су му Сакмара и Кушун, а леве Орл, Илек и Утва. На његовим обалама највећи градови су: Магнитогорск, Оренбург, Орск, Уралск.
Урал се уздиже близу планине Круглаја на Уралским планинама, тече јужно паралелно и западно од Тобола који тече севером, кроз Магнитогорск, и око јужног краја Урала, кроз Орск где скреће на запад око 300 km (190 mi), до Оренбурга, где се спаја река Сакмара. Од Оренбурга наставља ка западу, прелазећи у Казахстан, а затим поново скреће на југ код Орала и вијуга кроз широку равну равницу све док не стигне до Каспијског мора неколико миља испод Атирауа, где формира фину „прстасту“ (попут крошње дрвета) делту.

## Географија
Река почиње на обронцима планине Круглаја планинског гребена Уралтау у Јужном Уралу, на територији Учалинског округа Башкортостана. Тамо има просечну ширину од 60—80 m (200—260 ft) и тече као типична планинска река. Затим пада у мочвару Јајк и након изласка се шири до 5 km (3 mi). Испод Верхњеураљска, њен ток је карактеристичан за равничарску реку; тамо улази у Чељабинску и Оренбуршку област. Од Магнитогорска до Орска њене обале су стрме и камените, а дно има много пукотина. После Орска, река нагло скреће на запад и протиче кроз 45 km (28 mi) дуг кањон у Губерлинским планинама. После Уралска, тече од севера ка југу, кроз територију Западноказахстанске регије и Атирауске области Казахстана. Тамо се река шири и има много језера и канала. Близу ушћа, дели се на Јајк и Золотој рукавац и формира огромна мочварна подручја. Рукавац Јајк је плитак, готово без дрвећа на обалама, и богат је рибом; док је Золотој дубљи и плован. Река Урал има спектакуларан облик делте у облику дрвета (или „прстолик”) (погледајте слику). Ова врста делте се природно формира у спорим рекама које испоручују велике количине седимената и уливају се у мирно море. У делти, 13,5 km (8,4 mi) од ушћа рукавца Золотој, налази се острво Шалига, које је дугачко 2,5 km (1,6 mi), са висином од 1 до 2 m (3 до 7 стопа) и максималном ширином од 0,3 km (980 ft).
Притоке, по редоследу идући узводно, су Кушум, Деркул, Чаган, Иртек, Утва, Илек (велика, лева), Болшаја Чобда, Киндел, Сакмара, Таналик (велика, десно), Салмис, Ор (велика, лева) и Сундук.
Цела дужина реке Урал се сматра границом Европе и Азије од стране меродавних извора. Ретко се сматра да је мања, краћа река Емба континентална граница, али то потискује „Европу“ много даље у „средњоазијски“ Казахстан. Мост на реци Урал у Оренбергу је чак означен трајним споменицима исклесаним речју „Европа“ на једној страни, „Азија“ на другој. Без обзира на то, Казахстан има европску територију и понекад је укључен у европске политичке и спортске организације.

## Хидрографија
Река се углавном напаја отапањем снега (60–70%); допринос падавина је релативно мали. Највећи део његовог годишњег протицаја (65%) се дешава током пролећних поплава, које се дешавају у марту и априлу близу ушћа и од краја априла до јуна узводно; 30% дренаже током лета и јесени и 5% зими. Током поплава, река се шири на више од 10 km (6 mi) у близини Уралска и на неколико десетина километара близу ушћа. Водостај је највиши крајем априла узводно и у мају низводно. Њена флуктуација је 3 до 4 m (10 до 13 стопа) у горњем току, 9 до 10 m (30 до 33 фт) у средини реке и око 3 m (10 ft) у делти. Просечан проток воде је 104 m3/s (3.700 cu ft/s) код Оренбурга и 400 m3/s (14.000 cu ft/s) код села Кушум, које је 76,5 km (47,5 mi) од ушћа. Максимални проток је 14.000 m3/s (490.000 cu ft/s), а минимални је 1,62 m3/s (57 cu ft/s). Просечна замућеност је 280 g/m3 (0,47 lb/cu yd) у Оренбургу и 290 g/m3 (0,49 lb/cu yd) код Кушума. Река се на извору леди почетком новембра, а у средњем и доњем току крајем новембра. Отвара се у доњем току крајем марта и почетком априла у горњем току. Кретање леда је релативно кратко.
Просечна дубина је од 1 до 15 m (3 до 49 стопа) у близини извора, а повећава се у средњем току, а посебно близу ушћа. Повећава се и густина подводне вегетације од извора до ушћа, као и богатство фауне. Дно у горњем току је каменито, са шљунком и песком; мења се у муљ-песак и повремено у глину низводно. Слив је асиметричан – његова лева страна од реке је 2,1 пута већа по површини од десне; међутим, десна страна је важнија за храњење реке. Густина притока је 0,29 km/km² на десној и 0,19 km/km² на левој страни слива. Десне притоке су типичне планинске реке, док леве притоке имају равничарски карактер. Око 200 km (120 mi) од ушћа налази се опасно место за бродарство под називом Кругловски понор (рус. Кругловская прорва што значи Кругловска провалија). Овде се река сужава и ствара јак вртлог над дубоком јамом. Клима је континентална са честим и јаким ветровима. Типична годишња количина падавина је 530 mm (21 in).

## Етимологија
Ову реку је Птоломеј у 2. веку назвао Δάϊκος (Daïkos). Јулијан Кулаковски ово чита као турски „Јајик“ и на основу тога идентификује Хуне као говорнике турског језика. Међутим, Герард Клаусон оспорава да би име могло бити турског порекла већ у 2. веку, и уместо тога га приписује сарматском пореклу. Такође, верзија порекла од древних угрофинских и каснија адаптација од стране других језичких група није довољно проучена (река настаје у наводној прапостојбини угрофинских језика). У савременом угрофинском језику налазе се најближи сачувани облици: „јоки” (фински), „јоги” (карелски), „jā” (манси), „ју” (коми) - река, „jəŋk” (ханти) - вода. Такође, хипотетички угрофински називи могу имати притоке реке Јајик, на пример Илек (ерзјански „Илик” - снага) и Утва (комски „Ytva” - изворска вода). У делу De Administrando Imperio из 10. века, византијски цар Константин VII Порфирогенит је реку Урал назвао „Гајх“. Име Яйыҡ (Јајик) се тренутно користи на башкирском језику и Жайық (Жајик) у Казахстану. У каснијим европским текстовима понекад се помиње као Rhymnus fluvius а у руској хроници из 1140. године као Јајк. Река је преименована у Урал на руском језику 1775. године, од стране Катарине II Руске.

## Историја
У 10. до 16. веку, град Сарај-Јук (или Сарајчик, што значи „мали Сарај“) на реци Урал (сада у провинцији Атирау у Казахстану) био је важан трговачки центар на Путу свиле. У 13. веку постаје упориште Златне Хорде. Тимурова војска га је уништила 1395. године, али је потом обновљен да постане престоница Ногајске Хорде у 15. и 16. веку. Уралски козаци су га коначно свели у село 1580. године.
После руског освајања басена Урала крајем 16. века, обале Урала постале су дом Јајских козака. Једна од њихових главних активности био је риболов јесетре и сродних риба (укључујући праву јесетру, пастругу и моруну) у реци Урал и Каспијском мору. Постојала је велика разноликост техника риболова; најпознатија од којих је била багрење (рус. багренье, од багор што значи копље за штуке): пробадање јесетри које хибернирају у својим подводним јазбинама средином зиме. Багрење је било дозвољено само једног дана у години. На заказани дан на обали се скупљао велики број козака са моткама; након датог знака, јурнули ли на лед, разбили га моткама и копљима извукли рибу. Друга техника риболова била је изградња уставе, познате као учуг преко реке, да би се ухватила риба која иде узводно да се мрести. До 1918. године учуг је био постављен у лето и јесен код Уралска, да риба не би ишла узводно даље од козачке земље. Док су учугске бране биле познате и у делти Волге, сматрало се да је багрење јединствена уралска техника.
Уралски козаци (првобитно познати као Јајк козаци) негодовали су због покушаја централне владе да им наметне правила и прописе, и повремено су дизали у побуне. Највећа побуна, Пугачовљева побуна 1773–75, укључила је не само Урал, већ и већи део југоисточне Русије, и резултирала је губитком контроле тамошње владе. После њеног гушења, царица Катарина је 15. јануара 1775. издала указ о преименовању већине места која су учествовала у побуни, како би се избрисала успомена на њу. Тако су река Јајк и град Јајцк преименовани у реку Урал, односно Уралск, а Јајк козаци су постали Уралски козаци.